# Bundesliga 2014-2015
Bundesliga 2014-2015 a fostcel de-al cincezi și doilea sezon al Bundesligii, prima divizie a fotbalului masculin din Germania. Sezonul a început pe 22 august 2014 și s-a încheiat pe 23 mai 2015. FC Bayern München și-a apărut titlul, câștigând pentru cea de-a 25-a oară campionatul.

## Echipe

### Stadioane
| Club                     | Oraș            | Stadion             | Capacitate |
| ------------------------ | --------------- | ------------------- | ---------- |
| FC Augsburg              | Augsburg        | SGL arena           | 30.660     |
| Bayer 04 Leverkusen      | Leverkusen      | BayArena            | 30.210     |
| Bayern München           | München         | Allianz Arena       | 71.000     |
| Borussia Dortmund        | Dortmund        | Westfalenstadion    | 80.650     |
| Borussia Mönchengladbach | Mönchengladbach | Borussia-Park       | 54.000     |
| Eintracht Frankfurt      | Frankfurt       | Commerzbank-Arena   | 51.500     |
| SC Freiburg              | Freiburg        | Dreisamstadion      | 24.000     |
| Hamburger SV             | Hamburg         | Imtech Arena        | 57.000     |
| Hannover 96              | Hannover        | HDI-Arena           | 49.000     |
| Hertha BSC               | Berlin          | Olympiastadion      | 74.250     |
| TSG 1899 Hoffenheim      | Sinsheim        | Rhein-Neckar-Arena  | 30.150     |
| 1. FC Köln               | Köln            | RheinEnergieStadion | 50.000     |
| 1. FSV Mainz 05          | Mainz           | Coface Arena        | 34.000     |
| SC Paderborn 07          | Paderborn       | Benteler Arena      | 15.000     |
| Schalke 04               | Gelsenkirchen   | Veltins-Arena       | 61.975     |
| VfB Stuttgart            | Stuttgart       | Mercedes-Benz Arena | 60.440     |
| Werder Bremen            | Bremen          | Weserstadion        | 42.200     |
| VfL Wolfsburg            | Wolfsburg       | Volkswagen Arena    | 30.000     |

### Personal și sponsori
| Club                     | Antrenor            | Căpitan              | Echipament | Sponsor            |
| ------------------------ | ------------------- | -------------------- | ---------- | ------------------ |
| FC Augsburg              | Markus Weinzierl    | Paul Verhaegh        | Nike       | AL-KO              |
| Bayer Leverkusen         | Roger Schmidt       | Simon Rolfes         | Adidas     | LG                 |
| Bayern München           | Pep Guardiola       | Philipp Lahm         | Adidas     | T-Mobile           |
| Borussia Dortmund        | Jürgen Klopp        | Mats Hummels         | Puma       | Evonik             |
| Borussia Mönchengladbach | Lucian Favre        | Filip Daems          | Kappa      | Postbank           |
| Eintracht Frankfurt      | Thomas Schaaf       | Alexander Meier      | Nike       | Alfa Romeo         |
| SC Freiburg              | Christian Streich   | Julian Schuster      | Nike       | Ehrmann            |
| Hamburger SV             | Bruno Labbadia      | Rafael van der Vaart | Adidas     | Emirates Airline   |
| Hannover 96              | Michael Frontzeck   | Lars Stindl          | Jako       | Heinz von Heiden   |
| Hertha BSC               | Pál Dárdai          | Fabian Lustenberger  | Nike       | Deutsche Bahn      |
| TSG 1899 Hoffenheim      | Markus Gisdol       | Andreas Beck         | Lotto      | SAP                |
| 1. FC Köln               | Peter Stöger        | Mišo Brečko          | Erima      | REWE               |
| 1. FSV Mainz 05          | Martin Schmidt      | Nikolče Noveski      | Nike       | Entega             |
| SC Paderborn 07          | André Breitenreiter | Uwe Hünemeier        | Saller     | kfzteile24         |
| FC Schalke 04            | Roberto Di Matteo   | Benedikt Höwedes     | Adidas     | Gazprom            |
| VfB Stuttgart            | Huub Stevens        | Christian Gentner    | Puma       | Mercedes-Benz Bank |
| Werder Bremen            | Viktor Skrypnyk     | Clemens Fritz        | Nike       | Wiesenhof          |
| VfL Wolfsburg            | Dieter Hecking      | Diego Benaglio       | Kappa      | Volkswagen         |

## Clasament
| Poz | Echipa              | MJ | V  | E  | Î  | GM | GP | G   | Pct | Promovare sau retrogradare               |
| --- | ------------------- | -- | -- | -- | -- | -- | -- | --- | --- | ---------------------------------------- |
| 1   | Bayern München      | 34 | 25 | 4  | 5  | 80 | 18 | +62 | 79  | Faza grupelor Ligii Campionilor 2015-16  |
| 2   | Wolfsburg           | 34 | 20 | 9  | 5  | 72 | 38 | +34 | 69  | Faza grupelor Ligii Campionilor 2015-16  |
| 3   | Mönchengladbach     | 34 | 19 | 9  | 6  | 53 | 26 | +27 | 66  | Faza grupelor Ligii Campionilor 2015-16  |
| 4   | Bayer Leverkusen    | 34 | 17 | 10 | 7  | 62 | 37 | +25 | 61  | Play-off-ul Ligii Campionilor 2015–16    |
| 5   | FC Augsburg         | 34 | 15 | 4  | 15 | 43 | 43 | 0   | 49  | Faza grupelor UEFA Europa League 2015-16 |
| 6   | Schalke 04          | 34 | 13 | 9  | 12 | 42 | 40 | +2  | 48  | Faza grupelor UEFA Europa League 2015-16 |
| 7   | Borussia Dortmund   | 34 | 13 | 7  | 14 | 47 | 42 | +5  | 46  | Format:Fb runda2 2015-16 UEL QR3         |
| 8   | Hoffenheim          | 34 | 12 | 8  | 14 | 49 | 55 | −6  | 44  |                                          |
| 9   | Eintracht Frankfurt | 34 | 11 | 10 | 13 | 56 | 62 | −6  | 43  |                                          |
| 10  | Werder Bremen       | 34 | 11 | 10 | 13 | 50 | 65 | −15 | 43  |                                          |
| 11  | Mainz               | 34 | 9  | 13 | 12 | 45 | 47 | −2  | 40  |                                          |
| 12  | Köln                | 34 | 9  | 13 | 12 | 34 | 40 | −6  | 40  |                                          |
| 13  | Hannover 96         | 34 | 9  | 10 | 15 | 40 | 56 | −16 | 37  |                                          |
| 14  | Stuttgart           | 34 | 9  | 9  | 16 | 42 | 60 | −18 | 36  |                                          |
| 15  | Hertha Berlin       | 34 | 9  | 8  | 17 | 36 | 52 | −16 | 35  |                                          |
| 16  | Hamburg             | 34 | 9  | 8  | 17 | 25 | 50 | −25 | 35  | Calificare în Baraj                      |
| 17  | Freiburg (R)        | 34 | 7  | 13 | 14 | 36 | 47 | −11 | 34  | Retrogradare în 2. Bundesliga            |
| 18  | SC Paderborn 07 (R) | 34 | 7  | 10 | 17 | 31 | 65 | −34 | 31  | Retrogradare în 2. Bundesliga            |

Ultima actualizare: 6 august 2014
Sursa: Kicker.de de
Reguli de clasare: 
1) puncte; 2) diferența de goluri; 3) goluri marcate.
POZ = Poziția în clasament; (C) = Campioană; (R) = Retrogradată; (P) = Promovată; (E) = Eliminată; (O) = Câștigătoare de play-off; (A) = Avansează în runda următoare. 
Aplicabil doar când sezonul nu este terminat: 
(Q) = Calificare în faza competiției indicată; (TQ) = Calificare în competiție, dar încă nu în faza indicată; (RQ) = Calificată în competiția de retrogradare indicată; (DQ) = Descalificată din competiție.

## Baraj
Barajul a avut loc între ocupanta locului 16 și ocupanta locului trei din 2. Bundesliga. Acesta are loc în sistem tur-retur. Câștigătoarea meciurilor la general va participa în sezonul următor al Bundesligii.
| 28 mai 2015TUR | Hamburger SV | 1–1    | Karlsruher SC | Hamburg                                                             |  |
| 20:30 (CET)    | Iličević 73' | Raport | Hennings 4'   | Stadion: Volksparkstadion Spectatori: 56.615 Arbitru: Deniz Aytekin |  |

| 1 iunie 2015RETUR | Karlsruher SC | 1–2 (d.p.) | Hamburger SV           | Karlsruhe                                                         |  |
| 19:00 (CET)       | Yabo 78'      | Raport     | Díaz 90+1' Müller 115' | Stadion: Wildparkstadion Spectatori: 27.986 Arbitru: Manuel Gräfe |  |